# شایان عفیفی
شایان عفیفی (زادهٔ ۲۹ مهر ماه ۱۳۷۷ در شهر کرج) کشتی‌گیر فرنگی کار اهل ایران است. وی دارندهٔ مدال نقره مسابقات قهرمانی جوانان آسیا در کشور هند در سال ۲۰۱۸ در وزن ۷۷ کیلوگرم است.

## اوایل زندگی
شایان عفیفی در سال ۱۳۷۷ در کرج به دنیا آمد و ورزش کشتی خود را از ۱۱ سالگی آغاز کرد.
او در سال ۲۰۱۵ مدال برنز جام یادگار را کسب کرد. وی سپس در همان سال ۲۰۱۵ در شهر باکو در کشور آذربایجان و در رقابت‌های جام حیدر علیف باکو در وزن ۶۹ کیلوگرم مقام سوم را کسب کرد و به مدال برنز دست یافت. عفیفی در سال ۱۳۹۲ به تیم ملی دعوت شد و تا سال ۱۳۹۸ نماینده ایران در وزن ۶۹ و ۷۷ کیلوگرم در رقابت‌های جهانی و آسیایی بود.

## فعالیت‌های ورزشی

### قهرمانی جوانان آسیا ۲۰۱۸
شایان عفیفی در سال ۲۰۱۸ همراه کاروان تیم ملی کشتی ایران راهی کشور هند شد. وی در این دور از مسابقات نماینده کشتی فرنگی ایران در وزن ۷۷ کیلوگرم بود.
عفیفی در دور اول مسابقات به مصاف بیک توردیف کشتی‌گیر قرقیزستانی رفت و او را با نتیجهٔ ۴ بر ۰ شکست داد. عفیفی در دور دوم به یاماساکی شوما نمایندهٔ ژاپن در این دور از رقابت‌ها برخورد و یاماساکی رو با نتیجهٔ ۱۰ بر صفر شکست داد و راهی فینال این دست از رقابت‌ها شد. وی در فینال به مصاف کشتی‌گیری از کشور هند به نام ساجان رفت و با نتیجهٔ ۳ بر ۰ مغلوب حریف هندی خود شد و مدال نقره دریافت کرد.

### جام حیدر علیف باکو ۲۰۱۵
شایان عفیفی در سال ۲۰۱۵ در رقابت‌های جام حیدر علیف کشور باکو در وزن ۶۹ کیلوگرم شرکت کرد و به عنوان نمایندهٔ کشور ایران در این رقابت‌ها به مقام سوم رسید و مدال برنز را کسب کرد.

### جام شاهد ۲۰۱۸
شایان عفیفی در مسابقات بین‌المللی کشتی جوانان جام شاهد ۲۰۱۸ در وزن ۷۷ کیلوگرم نمایندهٔ کشور ایران بود. وی در این دور از مسابقات تمامی حریفان خود را شکست داد و سکوی نخست و مدال طلا را از آن خود کرد.

## افتخارات
- مدال نقرهٔ مسابقات قهرمانی جوانان آسیا در دهلی نو کشور هندوستان در سال ۲۰۱۸ در وزن ۷۷ کیلوگرم[۱۳][۱۴]
- مدال طلای مسابقات بین‌المللی جوانان جام شاهد در سال ۲۰۱۸ در وزن ۷۷ کیلوگرم
- مدال برنز جام حیدر علیف کشور باکو در سال ۲۰۱۵ در وزن ۶۹ کیلوگرم
- مدال برنز جام یادگار در سال ۲۰۱۵ در وزن ۶۹ کیلوگرم
- ۹ مدال قهرمانی کشور (۶ مدال طلا _ ۲ مدال نقره _ ۱ مدال برنز)[۱۵]
- ۵ مدال انتخابی تیم ملی (۳ مدال طلا و ۲ مدال نقره)[۱۶]
- شرکت در مسابقات کشتی نوجوانان قهرمانی جهان سال ۲۰۱۵ در بوسنی و هرزگوین در وزن ۶۹ کیلوگرم و کسب مقام نهم
- شرکت در مسابقات جهانی کشتی جوانان در کشور اسلواکی در سال ۲۰۱۸ در وزن ۷۷ کیلوگرم[۱۷]
- شرکت در مسابقات ارتش‌های جهان در سال ۲۰۱۸ در کشور روسیه در وزن ۷۷ کیلوگرم و کسب مقام پنجم